# 基恩資訊

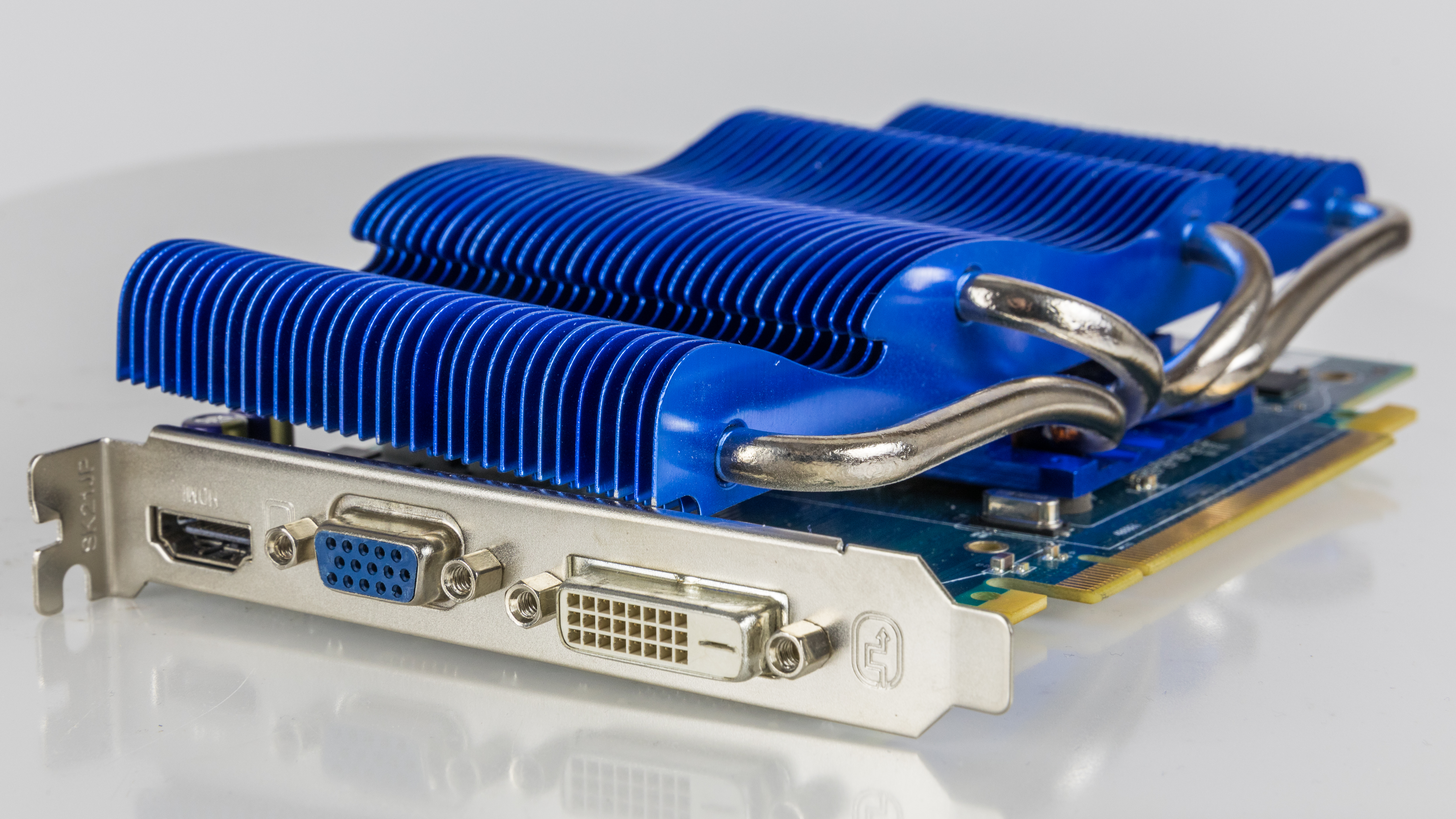
HIS 6670 iSilence 5

基恩資訊有限公司，一般稱作HIS——來源於它的英文名稱「Hightech Information System」的首字母，1987年在香港成立，主要製造AMD/ATI Radeon顯示核心的顯示卡，是AMD/ATI的AIB合作廠商之一。2007年第一季度以來，HIS的AMD顯示卡解決方案在全球眾多主要媒體中獲得超過600個獎項。目前HIS的總部仍在香港，在中東、歐洲、北美以及亞太地區都有辦事處以及銷售網路。旗下的顯示卡除了公版顯示卡以外，還有擁有不少特色功能的非公版顯示卡，像是IceQ、iCooler、iFan功能，TURBO Edition、VIVO Edition、Dual DVI Edition等版本。現時公司的經銷商是香港的B.I.F.科技有限公司。

## 產品

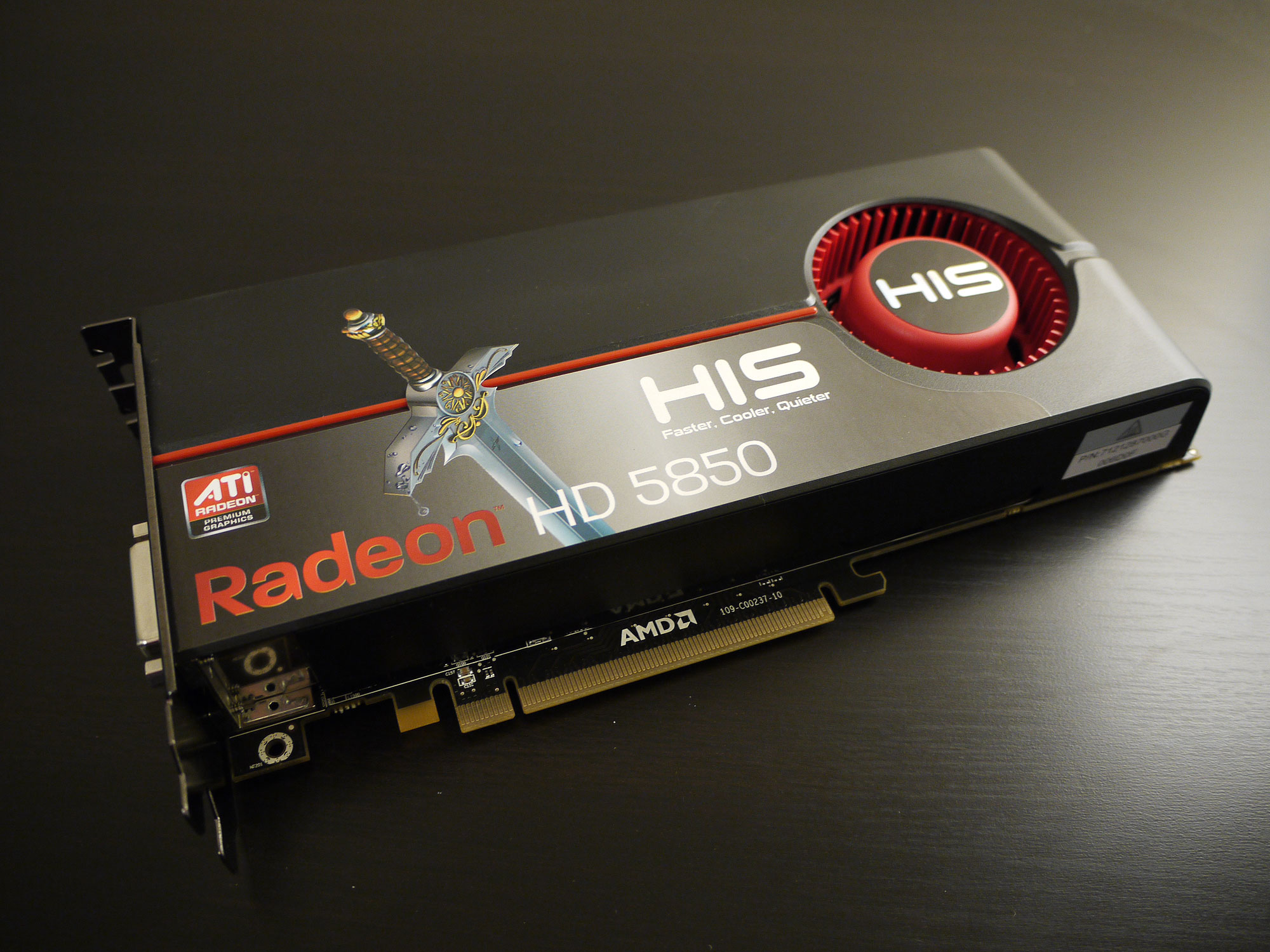
HIS Radeon HD 5850

HIS製造和販售AMD Radeon系列顯示核心的顯示卡。當年Radeon R700時代，HIS推出的Radeon HD 4850 IceQ4 TurboX宣稱是全球最快的Radeon HD 4850顯示卡。最近推出的AMD Radeon HD 7000系列中，先於公版Radeon HD 7990發布的HIS Radeon HD7970×2 IceQ2「冰立方」更是目前為數不多的使用兩顆「Tahiti XT2」顯示核心並且核心時脈超過1000MHz的顯示卡，每顆GPU上還覆有4條導熱管負責帶走高熱，不過公版的Radeon HD 7990仍然有製造和販售。

## IceQ冷卻系統
HIS IceQ「冰立方」是HIS獨家的顯示卡散熱技術。主要特性是單個大散熱風扇以及額外表面積更大的散熱片，相較於公版的散熱器，IceQ可以更有效地帶走GPU滿載運作是產生的高熱，因此在電壓限制水平之內能比同類風冷的製品擁有更好的超頻性能。冷卻器被設計成將熱風從顯卡的PCI擋板通風口處吹出以防止熱風流入機箱而使熱量於機殼中積累，這種設計除了可以提高單卡散熱效率以外，還可以確保顯示卡散熱風扇前有額外的板卡擋住時（像是多卡「交火」時）的散熱效率，除此以外散熱器也不會阻礙CrossFire橋接作業。

## 資料來源
1. ↑  Hightech Information System Limited[永久] - hkpc.org
2. ↑  .   [2013-05-05]. （原始内容存档于2008-10-11）.
3. ↑  HIS 7970 X2: The Challenger - Tom's Hardware
4. ↑  1050MHz的双芯！HIS HD7990实卡首曝 （页面存档备份，存于） - mydrivers.com
5. ↑  卡皇我家有俩 HIS 7990 Fan发布 （页面存档备份，存于） - zol.com.cn

## 外部連結
- HIS Ltd.（页面存档备份，存于）
- BIF - Technology（页面存档备份，存于）
- PC Advisor review of the HD 4850 IceQ 4 TurboX（页面存档备份，存于）
- Bit-Tech review of the HD 3850 IceQ 3 TurboX 512MB（页面存档备份，存于）
- Geek.com review of the X1300 XT IceQ Turbo（页面存档备份，存于）